# Cupido a Natale
Cupido a Natale (Christmas Cupid) è un film per la televisione statunitense del 2010. È una versione moderna del Canto di Natale di Charles Dickens.

## Trama
Una ragazza, Sloane, agente pubblicitario, si occupa di organizzare un party per l'attrice Caitlin Quinn. Ma quest'ultima muore strozzata da un'oliva in un cocktail. Il suo fantasma ritorna per far cambiare vita a Sloane, la quale sarebbe morta da sola se avesse continuato la sua vita da superficiale. Sloane, quando si reca all'ospedale per vedere il corpo della star, rincontra Patrick, un ragazzo che frequentava al college, ma che mollò una notte senza dirgli niente. Caitlin e il fantasma di Brad (ex di Sloane), tornano indietro nel tempo, allo scorso Natale, chiamato da loro ex Natale passato. Sloane scopre che, dopo essersene andata, Patrick caccia fuori un anello e lo scaraventa a terra per la rabbia. Ma la ragazza non cambia idea, neanche quando Patrick le chiede di uscire da amici in un ristorante. 
Alla fine, Sloane accetta, ma arriva Andrew, il suo attuale ragazzo e figlio del proprietario dove lavora la ragazza, che le chiede di sposarlo e lei accetta senza neanche tener conto che la tradiva con altre ragazze. Nell'ex Natale presente, con il fantasma di un altro suo ex ragazzo, vediamo che lei si è dimenticata di mandare i buoni omaggio alle persone famose per far aumentare i clienti nel ristorante dell'amica del liceo e tante altre cattiverie che ha commesso senza rendersene conto. Nell'ex Natale futuro vediamo Babbo Natale che le fa vedere la fine che farà, senza amici e senza un fidanzato. Alla fine si scopre che Babbo Natale è Andrew, e visto che spuntano fuori i fantasmi dei suoi ex ragazzi in ogni ex-Natale, la ragazza capisce che anche con Andrew finirà. Così riesce a mettere tutto a posto e a realizzare il party, che diventa un tributo alla star scomparsa. Torna con Patrick e festeggerà il Natale con la mamma e i suoi amici. Inoltre riceverà la promozione come vicepresidente, che aveva tanto desiderato.